# Otto Laaber
Otto Laaber (geboren am 28. Oktober 1934 in Klosterneuburg; gestorben am 15. Juli 1973 in Wien) war ein österreichischer Lyriker.

## Leben
Laaber stammte aus einer alten Bauernfamilie und wuchs in Langenlebarn im Tullnerfeld auf. Nach dem Besuch des Realgymnasiums Tulln studierte er ab dem Wintersemester 1952/53 Psychologie und Völkerkunde an der Universität Wien und 1955/56 mit einem Stipendium an der University of Louisiana at Lafayette, brach das Studium jedoch ab und begann sich auf einen kaufmännischen Beruf auszurichten. 1970 schrieb er sich jedoch erneut in Wien für Geschichte und Anglistik ein. 
Zwischen 1952 und 1959 veröffentlichte Laaber regelmäßig Lyrik in der Wiener Literaturzeitschrift Neue Wege und nahm zweimal an den Innsbrucker Jugendkulturwochen teil. In den folgenden Jahren zog er sich aber zunehmend zurück; erst ab 1972 trat er wieder in Erscheinung und wurde Mitglied im Literaturkreis Podium. 1973 starb er durch Suizid. Zeitlebens hatte er keinen Verlag für einen Gedichtband gefunden. Postum erschienen 1976 eine von Alfred Gesswein eingeleitete Auswahl seiner Gedichte und 2013 ein weiterer Auswahlband im Podium-Verlag. Aus diesem als Beispiel das Gedicht Ostererlebnis:
Die Eisenbahnschaffner tun ihre Pflicht,

durchlöchern höflich Fahrkarten.

Die Bombenleger hingegen

sind ins Grüne gefahren.

Generaldirektoren plaudern mit kleinen Nagern.

Bleibt ein Problem: die Menschen.

Man vermutet: es gibt sie.

Wieder einmal ist alles zum Besten.

## Werke
- Inventur. Gedichte. mit einem Nachwort von Alfred Gesswein. Reihe Lyrik aus Österreich Bd. 3. Grasl, Baden bei Wien 1976.
- Otto Laaber : ausgewählte Gedichte 1952–1973. Podium, Wien 2013, ISBN 978-3-902886-00-2.